# Mirafra
Mirafra là một chi chim trong họ Alaudidae.

## Các loài
- Sơn ca giọng đều, Mirafra passerina
- Sơn ca bụi Nam Á, Mirafra cantillans

- Sơn ca Java hay sơn ca Australasia, Mirafra javanica
- Sơn ca Latakoo, Mirafra cheniana
- Sơn ca đuôi trắng, Mirafra albicauda
- Sơn ca Madagascar, Mirafra hova
- Sơn ca Kordofan, Mirafrawilliamsi
- Sơn ca Friedmann, Mirafra pulpa
- Sơn ca cánh đỏ, Mirafra hypermetra
- Sơn ca mỏ dài Somali, Mirafra somalica
- Sơn ca Ash, Mirafra ashi
- Sơn ca Angola, Mirafra angolensis

- Sơn ca gáy hung, Mirafra africana
- Sơn ca Flappet, Mirafra rufocinnamomea
- Sơn ca Clapper, Mirafra apiata
- Sơn ca vòng cổ, Mirafra collaris
- Sơn ca bụi Ấn Độ hay sơn ca bụi cánh đỏ, Mirafra erythroptera
- Sơn ca Gillett, Mirafra gilletti
- Sơn ca nâu vàng, Mirafra africanoides (đôi khi đặt trong chi Calendulauda)

- Sơn ca Thái Lan hay sơn ca bụi cánh hung, Mirafra assamica
- Sơn ca bụi Jerdon Mirafra affinis
- Sơn ca bạc màu, Mirafra rufa
- Sơn ca ngực hồng, Mirafra poecilosterna (đôi khi đặt trong chi Calendulauda)
- Sơn ca Degodi, Mirafra degodiensis
- Sơn ca Sabota, Mirafra sabota (đôi khi đặt trong chi Calendulauda)